# Толонгер
Толонге́р (тат. Тылангыр) — деревня в Арском районе Республики Татарстан, в составе Урнякского сельского поселения.

## География
Деревня находится на реке Казанка, в 17 км к северо-востоку от районного центра, города Арска. На востоке от деревни находится памятник природы регионального значения «Истоки реки Казанки» (1972 год).

## История
Деревня известна с 1678 года. В дореволюционных источниках упоминается также под названием Малый Пшалым.
В XVIII – первой половине XIX века жители относились к сословию государственных крестьян. Основные занятия жителей в этот период – земледелие и скотоводство.
В начале XX века земельный надел сельской общины составлял 229,3 десятины.
До 1920 года деревня входила в Кармышскую волость Казанского уезда Казанской губернии. С 1920 года в составе Арского кантона ТАССР. С 10 августа 1930 года в Арском районе.

## Население
| 1782 | 1859 | 1897 | 1908 | 1920 | 1938 | 1949 | 1958 | 1970 | 1979 | 1989 | 2002 | 2010 | 2015 |
| ---- | ---- | ---- | ---- | ---- | ---- | ---- | ---- | ---- | ---- | ---- | ---- | ---- | ---- |
| 32   | 80   | 102  | 112  | 133  | 194  | 173  | 179  | 144  | 120  | 98   | 79   | 56   | 65   |

Национальный состав деревни: татары.

## Экономика
Жители занимаются полеводством, мясным скотоводством.